# José Gimeno Almela
José Gimeno Almela fou un arquitecte i polític valencià. És autor del magatzem d'Àvalos (1910), de l'edifici Dávalos (1915) i de l'Auditori Municipal de Castelló (1923) amb Vicente Vicioso. Fou alcalde de Castelló de la Plana de juny de 1938 a abril de 1939, quan la ciutat va caure en mans de les tropes franquistes.